# Daniel J. Boorstin
Daniel Joseph Boorstin (1. října 1914, Atlanta – 28. únor 2004, Washington) byl americký historik, právník, spisovatel a esejista židovského původu. Byl profesorem historie na Univerzitě v Cambridge. Celosvětově proslul především knihou The Image: A Guide to Pseudo-events in America z roku 1962, kde nastolil tezi, že média pokřivují realitu informováním o tzv. pseudoudálostech, tedy událostech, které by se bez existence médií a jejich zájmu nestaly (od tiskových konferencí, až po složité procesy organizované jen proto, aby o nich média informovala). Termín pseudoudálost se pak stal velmi užívaný v kritice médií, byl však i terčem kritiky ze strany mediálních teoretiků (sám Boorstin byl v oblasti médií laik). Boorstin v knize především sledoval, jak se pod vlivem médií obraz události stává mnohem důležitější než událost sama, čímž předjímal pozdější poststrukturalistickou kritiku Jeana Baudrillarda s jeho pojmy hyperrealita či simulakrum. Jeho dalším tématem byly americké dějiny a kultura, za knihu The Americans: The Democratic Experience dostal roku 1974 Pulitzerovu cenu.

## Vyznamenání
- velkodůstojník Řádu prince Jindřicha – Portugalsko, 9. července 1985[1]
- Řád posvátného pokladu I. třídy – Japonsko, 1986